# Vinzenz Dittrich
Vinzenz „Gigerl“ Dittrich (* 23. Februar 1893 in Wien als Vinzenz Bratrů; † 25. Jänner 1965 ebenda) war ein österreichischer Fußballspieler und -trainer, der von 1916 bis 1919 Stammverteidiger im Nationalteam war und mit Rapid sechs Meistertitel holte. 

## Familie
Vinzenz Dittrich wurde am 23. Februar 1893 als unehelicher Sohn der Aloisia Bratrů in Wien-Ottakring geboren und am 5. März 1893 auf den Namen Vinzenz (damalige Schreibweise: Vincenz) getauft. Seine Mutter lebte zu dieser Zeit in der Wurlitzergasse 23 in Ottakring. In einer am 25. Jänner 1897 abgegebenen Erklärung anerkannte der Drechslergehilfe Josef Franz Dittrich die Vaterschaft zu Vinzenz. Bereits zwei Wochen zuvor, am 10. Jänner 1897, hatte dessen Mutter ihn geheiratet und den Familiennamen Dittrich angenommen.
Am 22. September 1918 heiratete der damals 25 Jahre alte Vinzenz Dittrich in seiner Heimatpfarre die gleichaltrige Verkäuferin Maria Josefa Röhrich (* 10. Oktober 1892 in Wien-Ottrakring; † 13. November 1982 ebenda).

## Vereinskarriere
Dittrich kam im Jahr 1913 vom zweitklassigen SC Blue Star Wien zum damaligen österreichischen Meister Rapid, wo er sich rasch einen Platz in der ersten Mannschaft sichern konnte. Der kleine stämmige Verteidiger spielte an der Seite von Fritz Brandstetter und konnte schon in seiner ersten Saison den Gewinn der Meisterschaft feiern. Nach einer kriegsbedingten Unterbrechung gehörte Dittrich ab 1916 wieder zum festen Stamm der Rapidmannschaft, wo er in den nächsten neun Jahren mit einer Reihe unterschiedlicher Defensivpartner wie Willibald Stejskal, Leopold Nitsch oder Emil Regnard spielte und dabei fünf weitere Meisterschaften sowie zwei Siege im ÖFB-Cup holen konnte.
1925 verließ er die Grün-Weißen und verstärkte die Defensive des Erstligaaufsteigers ASV Hertha Wien. Die Favoritner konnten sich jedoch nicht in der Liga halten und stiegen sofort wieder ab. Dittrich blieb auch in der II. Liga beim Verein und konnte den sofortigen Wiederaufstieg erreichen. Diesmal konnte sich die Mannschaft drei Jahre in der höchsten Spielklasse halten, ehe 1930 wieder der Gang ins Unterhaus folgte und Dittrich danach seine aktive Karriere beendete.

## Nationalmannschaft
Im Oktober 1913 lief Dittrich erstmals für die Nationalmannschaft auf, als man in Budapest gegen Ungarn mit 3:4 verlor, wobei der Verteidiger aus einem Elfmeter ein Tor beisteuerte. In den Jahren von 1916 bis 1919 gehörte er zur Stammformation und spielte meist an der Seite von Alexander Popovich, kriegsbedingt fanden beinahe alle dieser Länderkämpfe gegen Ungarn statt. Danach wurde er von den aufstrebenden Richard Beer und Josef Blum zunehmend aus der Mannschaft verdrängt und kam nur noch selten zum Einsatz, zuletzt im August 1923 gegen Finnland. Insgesamt kam er auf 16 Einsätze.

## Trainerkarriere
Nach Ende seiner aktiven Zeit schlug Dittrich 1930 die Trainerlaufbahn ein und war zunächst für den litauischen Fußballverband tätig, wo er mit der Nationalmannschaft den Baltic Cup gewann. Nach seiner Rückkehr übernahm er den Trainerposten beim SC Hakoah Wien. Nachdem die Mannschaft im Dezember 1932 auf einer Frankreichtournee Olympique Marseille geschlagen hatte, warben die Südfranzosen zunächst den ungarischen Stürmerstar der Wiener József Eisenhoffer ab und verpflichteten dann im Sommer 1933 auch Dittrich. Dieser holte auch die beiden österreichischen Nationalspieler Leopold Drucker und Josef Chloupek nach Marseille und konnte zunächst den dritten Platz in der Meisterschaft erreichen, nur einen Punkt hinter dem Sieger FC Sète. In der Folgesaison lief es zwar in der Meisterschaft weniger gut, dafür konnte Dittrich zum Abschied mit einem 3:0 gegen Stade Rennais UC den Sieg im französischen Cup feiern.
Nach seiner Zeit in Marseille betreute er ab 1935 noch den DSV Saaz sowie den FC Nordstern Basel, ehe er 1937 nach Frankreich zurückkehrte und die Nachfolge von Franz Weselik als Trainer beim FC Mulhouse antrat. 1938 übernahm er den Trainerposten bei Hamborn 07. In der Herbstsaison 1940 betreute er den Wiener Zweitligisten SC Helfort, ehe er Ende des Jahres den Trainerposten beim ŠK Bratislava übernahm, wo er die slowakische Meisterschaft gewann.
Nach dem Zweiten Weltkrieg war Dittrich Trainer beim Zweitligisten 1. Schwechater SC, war in Luxemburg tätig, übernahm kurzfristig den Trainerposten beim AC Parma und betreute von 1947 bis 1949 den 1. Wiener Neustädter SC. Danach war er mehrere Jahre Vereinstrainer in Damaskus sowie Verbandstrainer in Syrien und im Libanon.

## Tod
Dittrich starb am 25. Jänner 1965 im Alter von 71 Jahren in Wien-Penzing und wurde am Ottakringer Friedhof (Gruppe 15, Reihe 27, Nummer 8) bestattet.

## Erfolge
- 6× österreichischer Meister: 1913, 1917, 1919, 1920, 1921, 1923
- 2× ÖFB-Cup: 1919, 1920
- 1× österreichischer Zweitligameister: 1927
- 1× französischen Cup: 1935 (als Trainer)
- 1× Baltic Cup: 1930 (als Trainer)
- 1× Slowakischer Meister: 1941 (als Trainer)
- 16 Spiele und ein Tor für die österreichische Fußballnationalmannschaft: 1913–1923